# Маликян, Ара
Ара Маликян (род. 1968, Бейрут) — испанский скрипач армянского происхождения.

## Биография
Родился 14 сентября 1968 г. в Бейруте, Ливан. Под руководством отца учился играть на скрипке с раннего детства. В возрасте 12 лет впервые выступает с концертом. Долгое время жил в Германии, где играл еврейскую музыку на свадьбах. На его стиль игры влияет музыка Ближнего Востока (арабская и еврейская), центрально-европейская, аргентинская (танго) и испанская (фламенко). В настоящее время живёт в Мадриде и играет в Мадридском симфоническом оркестре.

## Дискография

### Альбомы
- 1995: Le quattro stagioni
- 1996: 750 Jahre Wölpinghausen
- 1996: Miniatures
- 1997: Bow on the String
- 1999: 500 motivaciones
- 2000: All Seasons for Different
- 2000: Robert Schumann
- 2002/2004: Manantial
- 2003: 24 Caprices for Solo Violin by Paganini
- 2003: Sarasate
- 2003: Six Sonatas for Solo Violin by Ysaÿe
- 2003: Sonatas and Partitas for Solo Violin by Bach
- 2004: El arte del violín
- 2004: The Four Seasons by Vivaldi
- 2005: De la felicidad
- 2005: De los Cobos / Montsalvatge
- 2006: Tears of Beauty
- 2007: Meeting with a friend
- 2007: Lejos
- 2010: Conciertos románticos españoles de violín (Orquesta sinfónica de Castilla & León-Alejandro Posada & Ara Malikian)
- 2011: Con los ojos cerrados (Ara Malikian & Fernando Egozcue Quinteto)
- 2011: Christmas mood
- 2013: Pizzicato
- 2015: 15
- 2016: The Incredible Story of Violin

### Музыка к фильмам
- 1999: Manolito Gafotas
- 2000: El Otro Barrio
- 2001: Los Pasos Perdidos
- 2002: Hable con ella
- 2005: La Mala Educación
- 2006: Ecos
- 2010: Pájaros de papel
- 2016: Beyond Flamenco

## Интересные факты
- Однажды у Ара спросили, кто сделал его скрипку. Тогда он выдумал итальянского торговца скрипками Альфредо Равиоли, а позже даже посвятил целое произведение этому выдуманному персонажу.